# گیریش کومار
گیریش کومار (به انگلیسی: Girish Kumar) (زاده ۳۰ ژانویه ۱۹۸۹) بازیگر هندی است.
از کارهای معروف او می‌توان به بازی در فیلم رامایا خواهد آمد اشاره کرد.